# Atsushi Nishigori
Atsushi Nishigori (錦織敦史 Nishigori Atsushi?) (Yonago, prefectura de Tottori, 14 de septiembre  de 1978) es un animador, diseñador de personajes, director de animación y director de series y películas de animación japonés.  

## Biografía
Después de graduarse de la escuela preparatoria Yoneko Higashi, estudió en el Toei's Animation Laboratory y posteriormente se unió a Gainax, donde fue reclutado para trabajar en  FLCL realizando animación In-Between.
En Mahoromatic realizó sus primeros cuadros de animación clave. En el episodio 7 de Yucie la pequeña princesa producido aproximadamente un año después de la transmisión de Mahoromatic, ejerció como director de animación. En Kono Minikuku mo Utsukushii Seka estuvo a cargo de los guiones gráficos. Trabajó en el diseño de personajes para Gurren Lagann, lo que le valió un premio en los Tokyo Anime Awards de la Feria Internacional de Anime de Tokio de 2008 en la categoría diseño de personajes.
Fue director de THE IDOLM@STER en 2011 y ganó el premio al director y al diseño de personajes del Newtype x Machi Asobi Anime Award 2012 en octubre de 2012. Además, en 2014 se estrenó THE IDOLM@STER MOVIE: Kagayaki no Mukōgawa e!. En octubre de 2014, ganó el premio de director en el Newtype x Machi Asobi Anime Award.
En 2018 se estrenó su primer trabajo como director de un anime con una historia original, Darling in the Franxx, trabajo que realizaron en conjunto los estudios Trigger y CloverWorks, filial de A-1 Pictures, que cambió de nombre durante la producción.

## Principales obras

### Series de televisión
- Mahoromatic
  - Mahoromatic (2001, animación clave (Opening; episodios 1,4,12))
  - Mahoromatic "Algo más que maravilloso" (2002-2003, asistente de dirección de animación (episodio 10), animación clave (episodios 1, 14))
  - Mahoromatic: Tadaima Okaeri (2009, guion gráfico (OP), director de unidad (OP), director de animación (OP), animación clave (eps 1-2), animación clave (OP))
- Gakuen Senki Muryo (2001, animación clave)
- Fruits Basket (2001, animación clave)
- The Prince of Tennis (2001-2005, animación clave)
- Abenobashi Mahō☆Shōtengai (2002, animación clave)
- Seven of seven (2002, imagen original)
- Yucie la pequeña princesa (2002-2003, director de animación)
- Jubei-chan 2 (2004, guion gráfico)
- Kono Minikuku mo Utsukushii Sekai (2004, guion gráfico, director de animación, animación clave, guion gráfico OP)
- Kore ga Watashi no Goshūjin-sama (2005, guion gráfico (OP), director de unidad (OP), director de animación (OP), animación clavr (OP))
- Tengen Toppa Gurren-Lagann (2007, diseño de personajes, director de animación (OP, episodios 1-2,4 ), asistente de dirección de animación (episodio 20), ilustración de ojos (4 episodios), animación clave (episodio 27), supervisor de diseño (episodios 11, 25))
- Sayonara, Zetsubou-sensei (2008, Episodio 7 OP Animation Director, Episodio 7 B Part Storyboard, Director, Director de animación, Dibujo original)
- Shikabane Hime (2008, animación clave OP)
- Toradora! (2008, animación clave)
- Casshern Sins (2008, animación clave)
- Aoi Hana (2009, animación clave OP)
- Panty & Stocking with Garterbelt (2010, script (3 episodios), guion gráfico (4 episodios), director de episodios (ep 22), diseñador de personajes, director de animación (OP; episodio 1, 11), animación clave (4 episodios))
- THE IDOLM@STER (2011, director, diseño de personajes, composición de la serie, guion, director de animación, guion gráfico, dirección de unidad, animación clave)
- Ano Natsu de Matteru (2012, director del episodio 12)
- Magi the labyrinth of magic (2012, director de animación (OP), animación clave)
- Vividred Operation (2013, director de unidad (OP), director de animación (OP), animación clave (OP))
- Kill la Kill (2014, animación clave)
- Magi the Kingdom of magic (2014, animación clave)
- Inō Battle wa Nichijō-kei no Naka de (2014, animación clave (OP))
- Darling in the Franxx (2018, director, composición de la serie, guion, guion gráfico, dirección de episodio, director de animación, animación clave)[5]
- The Promised Neverland (2019, director de unidad (OP), guion gráfico (OP), animación clave (OP))
- Akebi-chan no Sailor-fuku (animación clave (OP))[6]
- Spy × Family (2022, director de unidad (ED), guion gráfico (OP))[7]

### OVA
- FLCL (2000-2001, animación in-between)
- Gunbuster 2 (2004-2006,  director de episodio (ep 5), asistennte de dirección de animacipin (ep 1), director de animación de personajes (eps 2, 5), animación clave (eps 1-5))

### Películas
- Aa! Megami-sama (2000, animación in-between)
- El viaje de Chihiro (2001, animación in-between)
- Gunbuster 2 (Película)  (2006, director, director de animación, animación clave)
- Tengen Toppa Gurren Lagann Guren Hen (2008, director de animación, guion gráfico, ilustración de ojos)
- Evangelion: 2.0 You Can (Not) Advance (2009, Asistente de guion gráfico / Director de animación)
- Evangelion: 3.0 You Can (Not) Redo (2012, animación clave)
- Majocco Shimai no Yoyo to Nene (2013, animación clave)
- THE IDOLM@STER MOVIE: Kagayaki no Mukōgawa e! (2014, director, diseño de personajes, guion, director jefe de animación, storyboard, animación clave)
- Little Witch Academia: The Enchanted Parade (2015, asistente de dirección de animación, animación clave)
- Dōkyūsei (2016, animación clave)
- Kimi no Na wa. (2016, animación clave opening)
- Sora no Aosa o Shiru Hito yo (2019, animación clave)
- Promare (2019, animación clave)
- Evangelion: 3.0+1.0 Thrice Upon a Time (2021, Director jefe de animación)

### Videojuegos
- Tales of Rebirth (2004, animación clave)
- Tales of the Abyss (2005, animación clave opening)
- The Idolmaster Shiny Festa (2012, director de animación)
- Project × Zone (2012, animación clave opening )

### Otro
- Kannagi (2013, ilustración pin-up del volumen 8 del libro)

### Artbook
- Nishigori Atsushi Animation Works Telegenic! (2015, Ichijinsha )

## Premios y nominaciones
| Año  | Premio               | Categoría                                          | Trabajo nominado                              | Resultado | Ref.          |
| ---- | -------------------- | -------------------------------------------------- | --------------------------------------------- | --------- | ------------- |
| 2008 | Tokyo Anime Awards   | Mejor diseño de personajes                         | Tengen Toppa Gurren-Lagann                    | Ganador   | [ 1 ] [ 8 ]   |
| 2012 | Newtype Anime Awards | Mejor dirección                                    | THE IDOLM@STER                                | Ganador   | [ 9 ] [ 10 ]  |
| 2012 | Newtype Anime Awards | Mejor diseño de personajes                         | THE IDOLM@STER                                | Ganador   | [ 9 ] [ 10 ]  |
| 2012 | Newtype Anime Awards | Mejor serie televisiva                             | THE IDOLM@STER                                | Nominado  | [ 9 ] [ 10 ]  |
| 2014 | Newtype Anime Awards | Mejor dirección                                    | THE IDOLM@STER MOVIE: Kagayaki no Mukōgawa e! | Ganador   | [ 11 ]        |
| 2014 | Newtype Anime Awards | Mejor película                                     | THE IDOLM@STER MOVIE: Kagayaki no Mukōgawa e! | Ganador   | [ 11 ]        |
| 2018 | Newtype Anime Awards | Mejor dirección                                    | Darling in the Franxx                         | Nominado  | [ 12 ] [ 13 ] |
| 2018 | Newtype Anime Awards | Mejor guion (nominado con junto a Naotaka Hayashi) | Darling in the Franxx                         | Nominado  | [ 12 ] [ 13 ] |
| 2018 | Newtype Anime Awards | Mejor serie televisiva                             | Darling in the Franxx                         | Nominado  | [ 12 ] [ 13 ] |